# Unjaded Jade
Jade Esmee Bowler (n. 17 martie 2000), cunoscută și sub numele contului de YouTube Unjaded Jade, este o creatoare de conținut⁠(d) pe YouTube (YouTuber) și autoare. A fost numită una dintre primele „StudyTubers”, adică creatoare de videoclipuri cu sfaturi pentru a învăța eficient.

## Biografie

### Familia și educația
Bowler este din Berkshire. Părinții ei sunt Simon Bowler(tatăl) și Annet Venema(mama). Ea este pe jumătate olandeză. Mama ei este instructoare de yoga. Deși inițial plănuise să studieze biologia la Universitatea Oxford, Bowler a urmat cursurile de Știință Cognitivă la Universitatea Minerva. A început să studieze acolo în 2019, după un an sabatic în care a călătorit și a făcut voluntariat. Ea și-a luat licența în 2023.

### Carieră
Bowler și-a lansat canalul de YouTube în februarie 2017. Conținutul ei se concentrează pe școală și studiu, iar ea a fost considerată una dintre creatoarele a ceea ce este cunoscut sub numele de „StudyTube”. Ea a semnat cu Sixteenth, o agenție de talente. Împreună cu colegii StudyTubers Ruby Granger, Eve Cornwell și Jack Edwards, Bowler a co-creat podcastul The Wooden Spoon.
În 2021 a publicat o carte, cu titlul „Singurul ghid de studiu de care vei avea nevoie vreodată", la editura Blink Publishing.
În 2022 a lansat o campanie Kickstarter pentru o aplicație de mindfulness numită Tend, care a fost ulterior anulată.
Pe 13 octombrie 2024 a lansat un podcast intitulat „Găsindu-ți magia banală" (Finding Your Casual Magic), primul sezon având 18 episoade. În descrierea podcastului aceasta afirmă că „Magia banală este despre cum noi găsim frumusețea în lucrurile simple în fiecare zi."